# Šeteniai
Šeteniai (en polaco: Szetejnie) es un pueblo del distrito municipal de Kėdainiai, Lituania. Se encuentra 13 km al norte de Kėdainiai, al margen izquierdo del Río Nevėžis.
El 12 de junio de 1999 fue fundado el Centro Cultural Czesław Miłosz en el galpón de la casa solariega en la que el poeta nació. Alberga una exposición consagrada en su honor. El espacio se utiliza hoy en día para actividades culturales – se organizan ahí conferencias y reuniones. El Centro Cultural está dentro de un antiguo parque en el que se han instalado esculturas en madera realizadas por diversos artistas internacionales.

## Personalidades
En Šeteniai nacieron:
- Juozas Urbšys, (1896–1991), último Ministro de asuntos exteriores de la Lituania independiente de Entreguerras
- Czesław Miłosz  Premio Nobel de Literatura, escritor y poeta.

## Galería

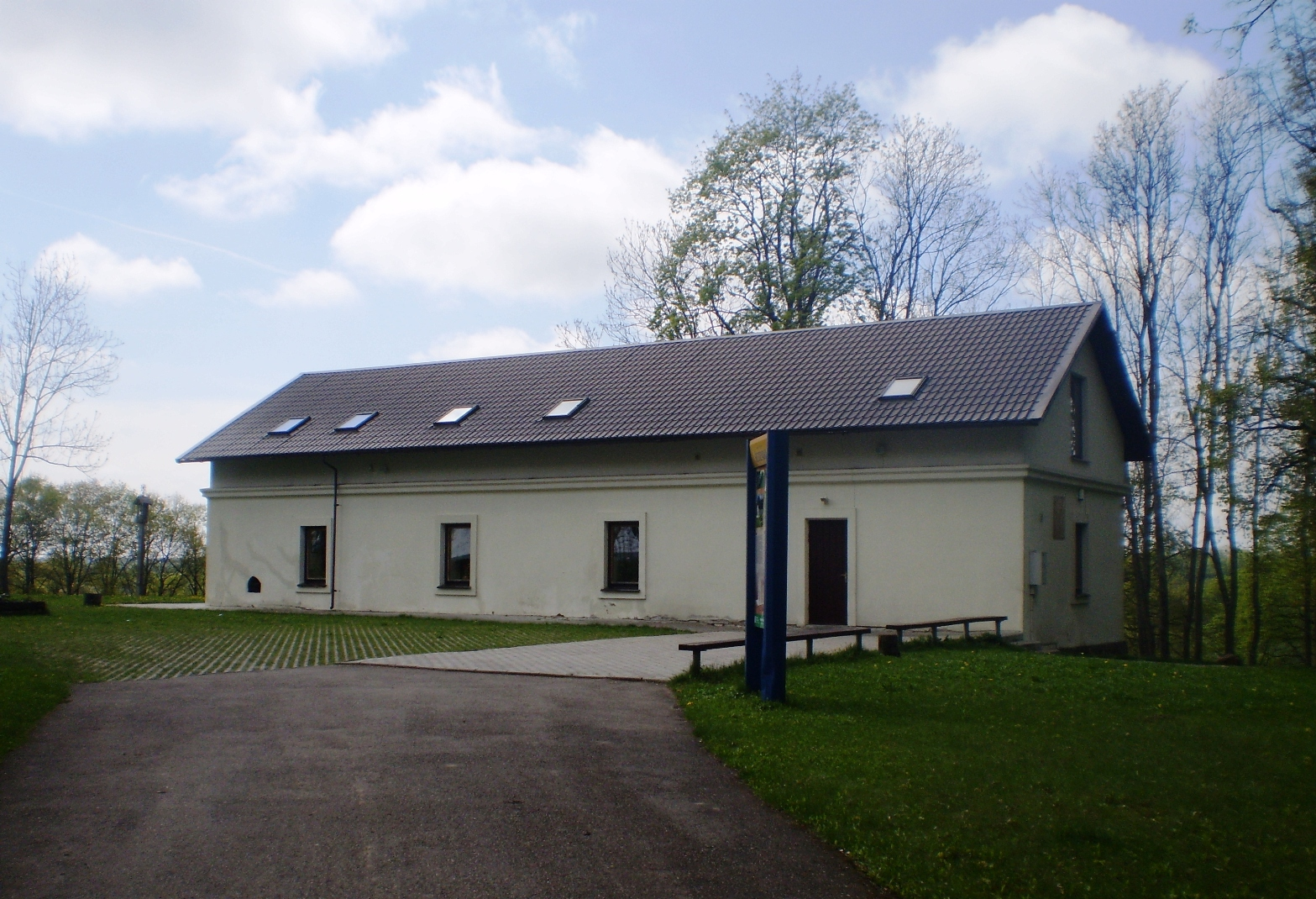
El Centro Cultural-Museo Czesław Miłosz
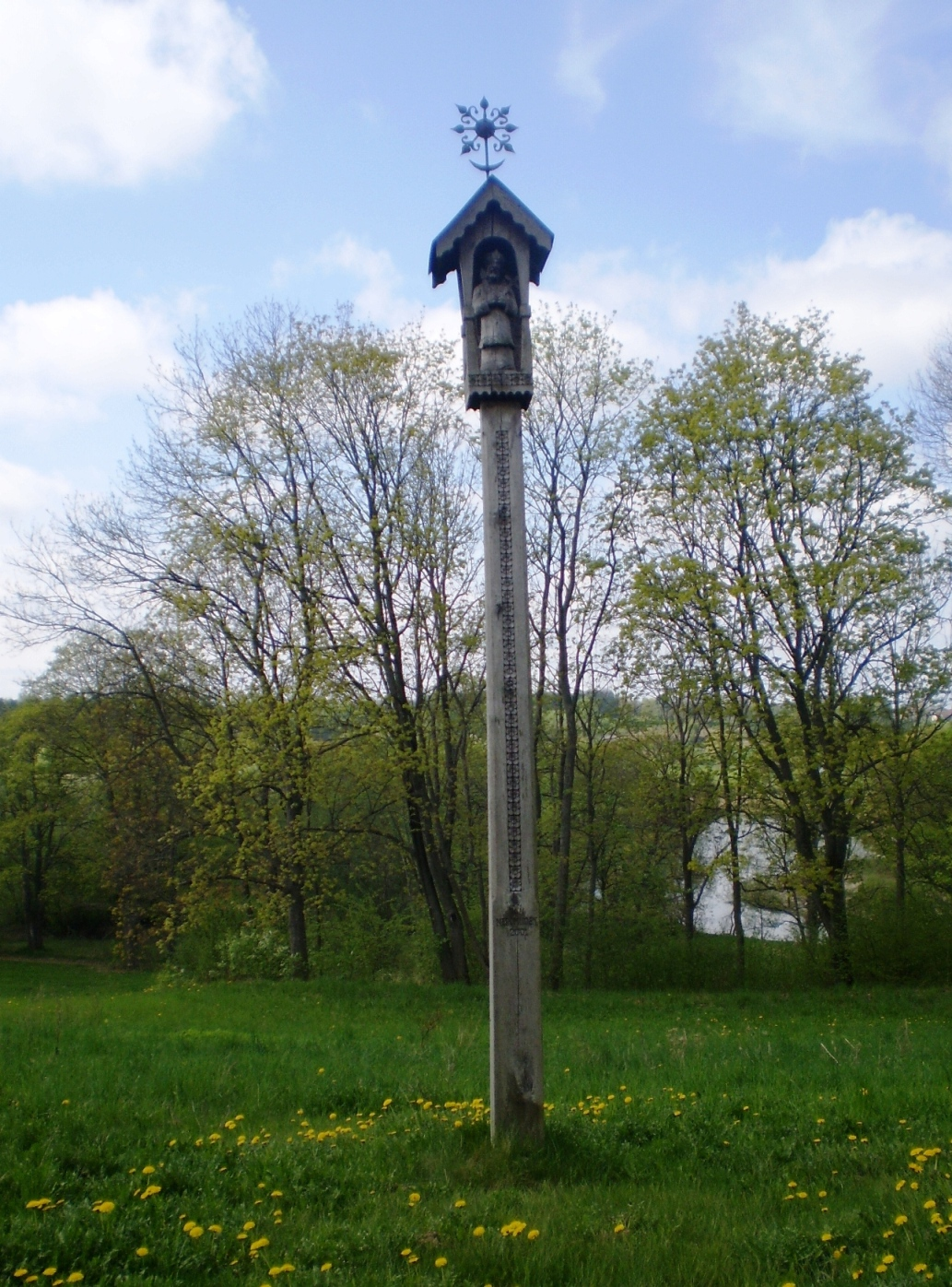
Crucero
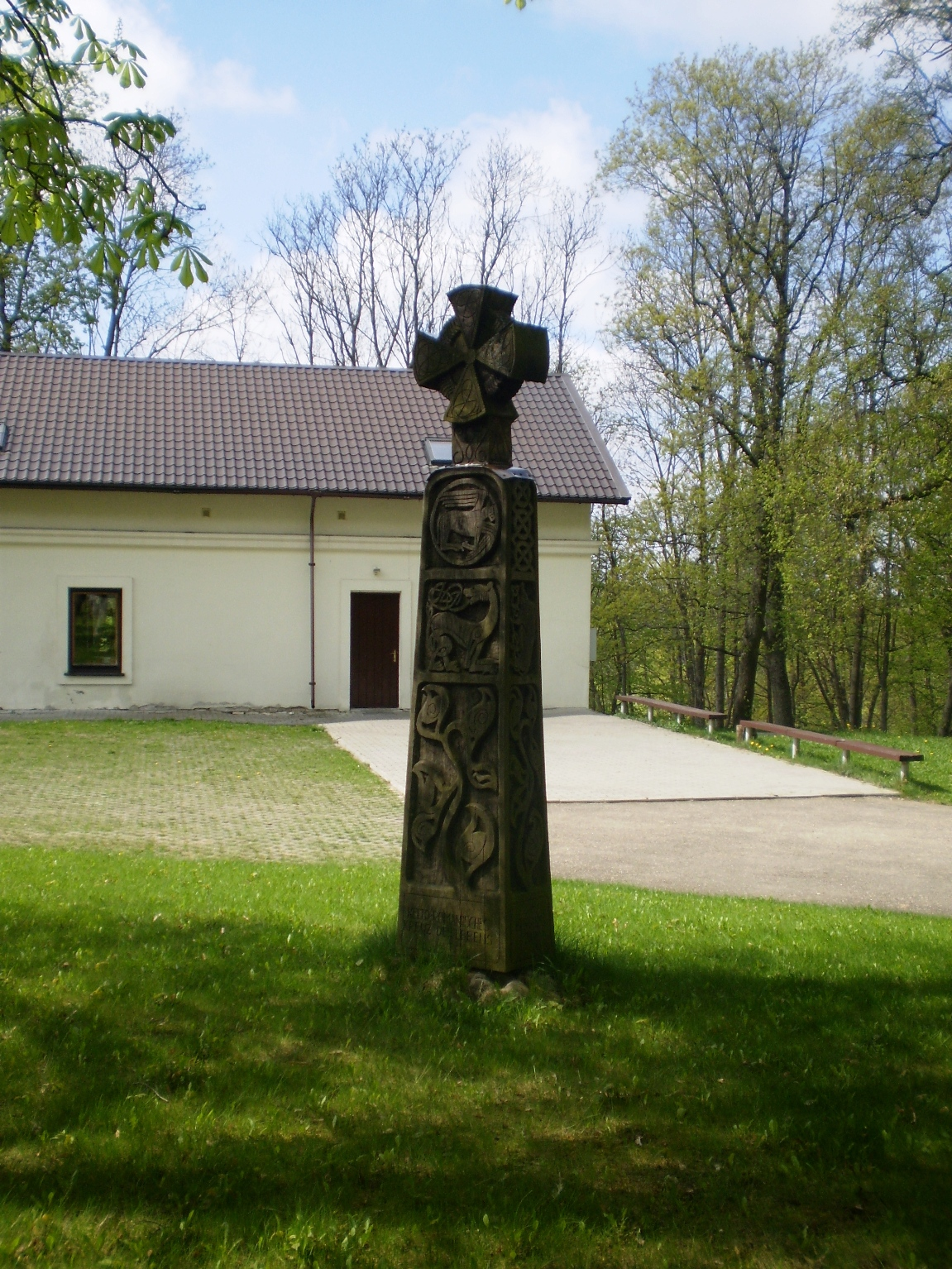
Cruz celta
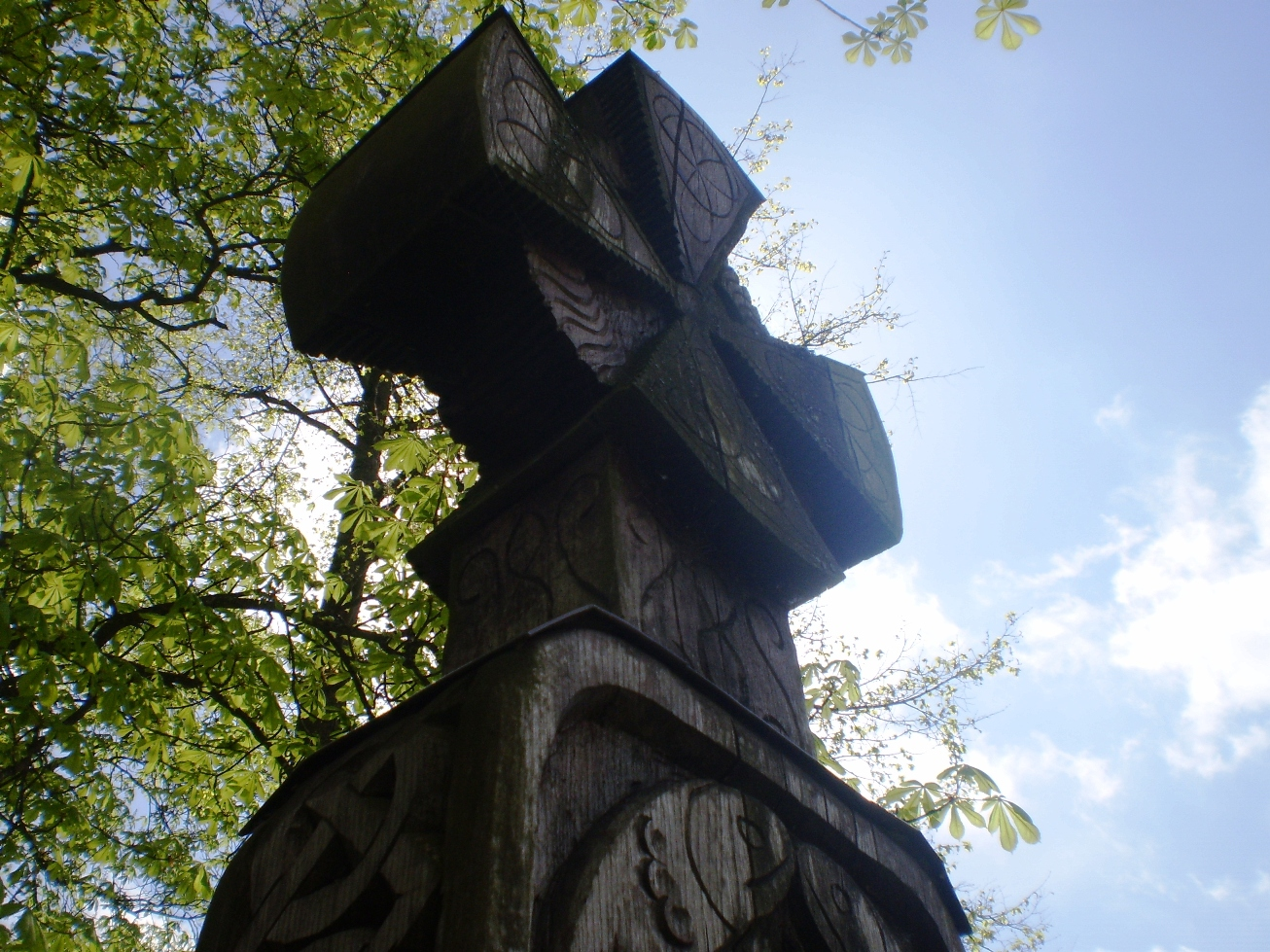
Acercamiento
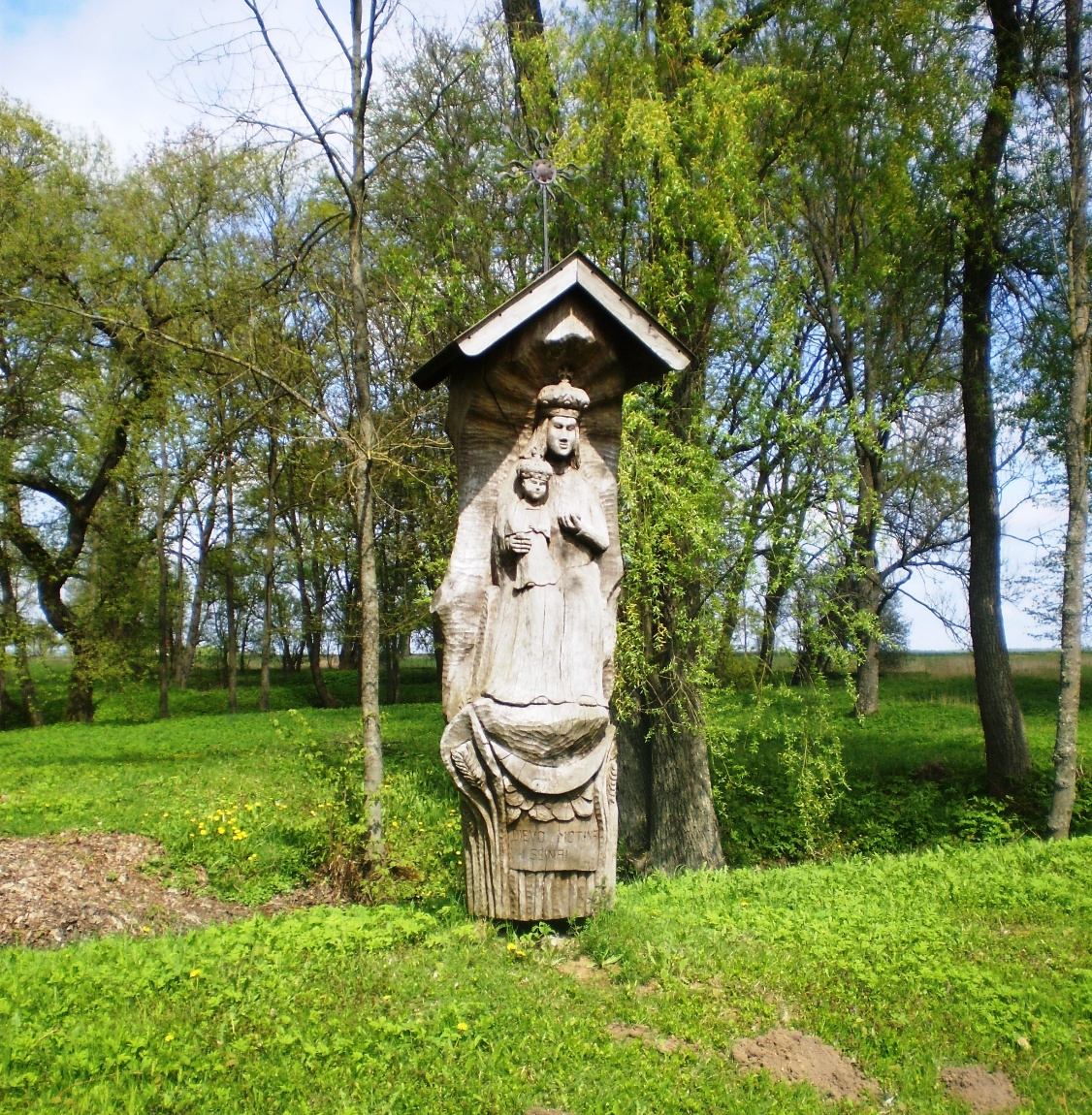
Escultura Mariana

- Wikimedia Commons alberga una categoría multimedia sobre Šeteniai.

- Datos: Q391479
- Multimedia: Šeteniai / Q391479